# Plombul de la Chamalières
Plombul de la Chamalières este o tăbliță de plumb cu inscripție în limba galică descoperită la aria de săpături arheologice Source des Roches lângă orașului francez Chamalières în anul 1971. Inscripția este scrisă cu cursiva latină și rămâne unul dintre cele mai lungi și mai complete texte galice păstrate. Apostrofa către zeul celtic de tinerețe Maponos și subiectul magic al textului permit să se concludă că aceasta este un exemplu de defixio.
Datată ca fiind de la perioada iulio-claudiană ca și celelalte artefacte din aceeași săpătură, tăblița este un dreptunghi de 6 cm pe 4. Textul are douăsprezece versuri și este scris cu litere foarte mici, de la 1 la 2 mm.

## Textul

### Transcriere
andedion uediIumi diIiuion risun

artiu mapon aruerriIatin

lopites snIeððdic sos brixtia anderon

c lucionfloronnigrinon adgarionaemilI

on paterin claudIon legitumon caelion

pelign claudío pelign marcion uictorin asiatI

con aððedillI etic secoui toncnaman

toncsiIontío meIon toncsesit bue

tid ollon reguccambion exsops

pissIiumItsoccaantI rissuis onson

bissIet lugedessummiIis luge

dessumíis lugedessumIIs luxe

### Traducere[1]
Invoc Maponos Arueriiatis

Prin forța zeilor de dedesubt

Să-i ... și să-i torturezi pe ei cu magia zeilor infernali

Pe ei adică pe C(aius) Lucius Florus Nigrinus, acuzatorul

Aemilius Paterinus, Claudius Legitumus

Caelius Pelignus, Claudius Pelignus, Marcius Victorinus

Asiaticus fiul lui Adsedillos și pe fiecare

care ar depune acest jurământ fals.

Cu privire la cel care l-a depus, să fie pentru el

deformația completă a oaselor de pe dreapta.

Orb văd (?). Cu aceasta, va fi pentru noi înainte de voi (?)

Tu să ... pe dreapta mea, tu să ... pe dreapta mea, tu să ... pe dreapta mea (?)